# Hylcalosia sutchanica
Hylcalosia sutchanica är en stekelart som beskrevs av Sergey A. Belokobylskij 1992. Hylcalosia sutchanica ingår i släktet Hylcalosia och familjen bracksteklar. Inga underarter finns listade i Catalogue of Life.